# 石重信
楚王石重信（918年—937年8月5日），字守孚，是後晉高祖石敬瑭的兒子，母李皇后，少年时为人聰敏又睿智，且好礼。
后唐天成年间，石重信因是后唐明宗外孙，授银青光禄大夫、检校左散骑常侍，不久加检校刑部尚书，守相州长史。未几，迁金紫光禄大夫，超拜检校司徒，守左金吾卫大将军。历事明宗及后唐闵帝、末帝，不仗着自己贵戚的身份，克己复礼，温和恭顺，很为时人所称道。
后晋高祖登基后，天福二年二月，石重信以左骁卫上将军拜封检校太保、河阳三城节度使，他的政績很好，才一个多月就去除百姓不便之事十余件，石敬瑭下诏褒揚。同年范延光謀反，石敬瑭派前灵武节度使、洛都巡检使张从宾为魏府四面副都部署兼诸军都虞候讨之，六月，张从宾亦叛，与范延光合谋，杀石重信于理所，时年二十。後晉高祖打算追封他太尉，但大臣以汉朝例无论皇子生死不封三公而勸阻。石敬瑭说：“此兒为善却遭祸，我很哀悼他，从我开始，何必有先例。”遂册赠太尉。天福七年正月，加赠太师，追封沂王。後晉出帝天福八年五月，改封楚王。王妃南阳白氏，昭信军节度使白奉进之女。石重信有兩個兒子，年幼而成长于深宫中，後來后晋灭亡，随晋出帝北迁，不知所终。

## 延伸阅读
[在维基数据编辑]
 《舊五代史·卷87》，出自薛居正《舊五代史》
 《新五代史/卷17》，出自歐陽修《新五代史》